# Florries drakar
Florries drakar, i original Florrie's Dragons, är en sydafrikansk-brittisk tv-serie för barn i förskoleåldern, som visas på SVT Barnkanalen. Den är producerad 2010 i samarbete av Clockwork Zoo (ett sydafrikanskt animationsbolag som fanns från 2005 till 2010, före 2008 Octagon CSI) och Wish Films (Storbritannien).
Serien kretsar kring Florrie, en busig liten prinsessa som bor med sina ovanliga husdjur - drakar - i ett magiskt kungarike.

## Karaktärerna

### Människor
- Florrie, en liten prinsessa, glad och nyfiken, ställer ofta till det med sina upptåg, men ställer också tillrätta igen när hon insett sina misstag
- Paprika, kokerskan
- Ferdinand, hushållare
- Kasimir, trollkarl
- Skalle, en kortväxt riddare utan röst

### Drakar
- Kära drake, Florries bästa vän, kan blåsa såpbubblor till vilka former som helst
- Zoom Zoom, flygaress
- Toot Toot, musikgeni
- Pom & Pom, två cheerleader-drakar med pompoms
- Plisk Plask, vattendrake i slottssjön